# Solomon Okoronkwo
Solomon Ndubisi Okoronkwo (Enugu, 2 de março de 1987) é um futebolista nigeriano que defende as cores do clube russo Saturn Ramenskoye.
Começou no River Lane, clube de pequeno porte em seu país, e depois se transferiu para o Gabros. Seu desempenho atraiu a atenção dos dirigentes do Hertha Berlim, que o contratou em 2005.
Em 2007, sem oportunidades no time da capital, Okoronkwo foi emprestado ao Rot-Weiss Essen. Quando retornou, seu contrato com o Hertha tinha se encerrado. Então foi contratado pelo Saturn, equipe dos arredores de Moscou, e está lá até hoje.

## Seleção
Okoronkwo defende a Seleção Nigeriana de Futebol desde 2007, e atuou nos Jogos Olímpicos de Pequim, em 2008. Foi medalha de prata na competição.